# Mahmoud Jaber
Mahmoud Jaber (Tayibe, 5 de octubre de 1999) es un futbolista israelí de origen palestino que juega en la demarcación de centrocampista para el A. S. Saint-Étienne de la Ligue 2. Es hermano de Abdallah Jaber, también jugador de fútbol y capitán de la selección palestina.

## Selección nacional
Hizo su debut con la selección de fútbol de Israel el 2 de junio de 2022 en un partido de la Liga de Naciones de la UEFA 2022-23 contra Islandia. El partido acabó con un resultado de empate a dos tras los goles de Liel Abada y Shon Weissman para Israel, y de Þórir Jóhann Helgason y Arnór Sigurðsson para Islandia.

## Clubes
| Club                              | País    | Año       | Partidos | Goles |
| --------------------------------- | ------- | --------- | -------- | ----- |
| Hapoel Nof HaGalil F. C. (cedido) | Israel  | 2019-2021 | 66       | 5     |
| Maccabi Haifa F. C.               | Israel  | 2021-2025 | 129      | 4     |
| A. S. Saint-Étienne               | Francia | 2025-     |          |       |

## Palmarés

### Títulos nacionales
| Título                 | Club                | País   | Año  |
| ---------------------- | ------------------- | ------ | ---- |
| Supercopa de Israel    | Maccabi Haifa F. C. | Israel | 2021 |
| Copa Toto Al           | Maccabi Haifa F. C. | Israel | 2022 |
| Liga Premier de Israel | Maccabi Haifa F. C. | Israel | 2022 |
| Liga Premier de Israel | Maccabi Haifa F. C. | Israel | 2023 |
| Supercopa de Israel    | Maccabi Haifa F. C. | Israel | 2023 |